# 랜덤 인카운터
랜덤 인카운터(random encounter) 또는 우발적 조우는 다양한 롤플레잉 게임에서 일반적으로 사용되는 기능으로, 일반적으로 적이 사전에 물리적으로 감지되지 않고 NPC(논플레이어 캐릭터) 적이나 기타 위험과의 전투가 산발적이고 무작위로 발생한다. 일반적으로 랜덤 인카운터는 발생 빈도와 구성이 불확실한 몬스터가 들끓는 황무지나 던전과 같은 위험한 환경에 있는 것과 관련된 도전을 시뮬레이션하는 데 사용된다. 드래곤 퀘스트 (비디오 게임), 포켓몬스터 (비디오 게임 시리즈) 및 파이널 판타지 시리즈와 같은 일본 롤플레잉 게임에서는 우발적으로 만나는 일이 자주 발생한다.